# Scott Hargrove
Scott Hargrove (* 1. Februar 1995 in Vancouver) ist ein kanadischer Automobilrennfahrer.

## Karriere
Hargrove begann seine Motorsportkarriere 2008 im Kartsport, in dem er bis 2013 aktiv war. Bereits 2011 debütierte er im Formelsport, als er an der Skip Barber Summer Series teilnahm und Zweiter wurde. 2012 wechselte Hargrove in die U.S. F2000 National Championship zu JDC Motorsports. Zunächst wurde er Sechster in der Winterserie. In der anschließenden Hauptserie, in der er bei drei Rennen pausierte, gelang ihm mit einem dritten Platz eine Podest-Platzierung und er wurde Gesamtelfter. 2013 wechselte Hargrove zu Cape Motorsports w/ Wayne Taylor Racing und blieb in der U.S. F2000. Zunächst wurde er hinter seinem Teamkollegen Neil Alberico Zweiter beim U.S. F2000 Winterfest. In der anschließenden U.S. F2000 National Championship gewann Hargrove vier Rennen und stand weitere fünfmal auf dem Podium. Mit 294 zu 277 setzte er sich im Titelkampf gegen Alberico durch und wurde Meister. Ferner trat er zu einigen Formel-Ford-Einzelrennen an.
2014 blieb Hargrove bei Cape Motorsports w/ Wayne Taylor Racing und wechselte in die Pro Mazda Championship. In der Winterserie erreichte er zunächst den zweiten Platz hinter Spencer Pigot. In der Hauptserie gelangen ihm drei Siege und er wurde mit 299 zu 309 Punkten Zweiter hinter Pigot. Gegen seinen Teamkollegen Alberico, der mit 239 Punkten Dritter war, setzte er sich intern durch. Außerdem war Hargrove im GT-Sport aktiv und gewann den kanadischen Porsche GT3 Cup mit sechs Siegen. 2015 wechselte Hargrove für den Saisonauftakt der Indy Lights zu 8 Star Motorsports. Dabei gelang ihm ein vierter Platz. Ein festes Engagement in der Meisterschaft ergab sich allerdings nicht. Im Formelsport nahm er im weiteren Verlauf des Jahres für JDC Motorsports an drei Pro-Mazda-Rennen teil. Anschließend stieg Hargrove zum dritten Rennen in den kanadischen Porsche GT3 Cup ein. Von den verbliebenen acht Rennen gewann er sieben. In der Meisterschaft hatte er jedoch keine Chance gegen die Fahrer, die die ganze Saison bestritten und er wurde Gesamtdritter. 2016 nahm Hargrove für das Team Pelfrey, die das Indy-Lights-Team von 8 Star Motorsports übernommen hatten, erneut am Saisonauftakt der Indy Lights teil. Dabei gelang ihm mit einem zweiten eine Podest-Platzierung. Er bestritt sieben weitere Rennen für das Team Pelfrey, bevor Garett Grist sein Cockpit übernahm.

## Statistik

### Karrierestationen
| - 2008–2013: Kartsport - 2011: Skip Barber, Summer (Platz 2) - 2012: U.S. F2000 Winterfest (Platz 6) - 2012: U.S. F2000 National Championship (Platz 11) - 2013: U.S. F2000 Winterfest (Platz 2) | - 2013: U.S. F2000 National Championship (Meister) - 2014: Pro Mazda Winterfest (Platz 2) - 2014: Pro Mazda Championship (Platz 2) - 2014: Kanadischer Porsche GT3 Cup (Meister) - 2015: Indy Lights (Platz 14) | - 2015: Pro Mazda Championship (Platz 20) - 2015: Kanadischer Porsche GT3 Cup (Platz 3) - 2016: Indy Lights (Platz 16) |

### Einzelergebnisse in der Indy Lights
| Jahr | Team               | 1   | 2   | 3   | 4   | 5   | 6    | 7    | 8    | 9   | 10  | 11  | 12  | 13  | 14  | 15  | 16  | 17  | 18  | Punkte | Rang |
| ---- | ------------------ | --- | --- | --- | --- | --- | ---- | ---- | ---- | --- | --- | --- | --- | --- | --- | --- | --- | --- | --- | ------ | ---- |
| 2015 | 8 Star Motorsports | STP | STP | LBH | BAR | BAR | INDY | INDY | INDY | TOR | TOR | MIL | IOW | MDO | MDO | LAG | LAG |     |     | 34     | 14.  |
| 2015 | 8 Star Motorsports | 4   | 6   |     |     |     |      |      |      |     |     |     |     |     |     |     |     |     |     | 34     | 14.  |
| 2016 | Team Pelfrey       | STP | STP | PHO | BAR | BAR | INDY | INDY | INDY | ROA | ROA | IOW | TOR | TOR | MDO | MDO | WGL | LAG | LAG | 93     | 16.  |
| 2016 | Team Pelfrey       | 2   | 14  | 13  | 13  | 12  | 14   | 9    | 5    |     |     |     |     |     |     |     |     |     |     | 93     | 16.  |

### Sebring-Ergebnisse
| Jahr | Team               | Fahrzeug                | Teamkollege     | Teamkollege       | Platzierung | Ausfallgrund |
| ---- | ------------------ | ----------------------- | --------------- | ----------------- | ----------- | ------------ |
| 2019 | Pfaff Motorsports  | Porsche 911 GT3 R       | Lars Kern       | Zacharie Robichon | Rang 28     |              |
| 2024 | Andretti Autosport | Porsche 911 GT3 R (992) | Jarett Andretti | Gabby Chaves      | Rang 36     |              |